# Bruchophagus houardi
Bruchophagus houardi är en stekelart som först beskrevs av Jean Risbec 1957.  Bruchophagus houardi ingår i släktet Bruchophagus och familjen kragglanssteklar. Inga underarter finns listade.